# 西南尖药兰
西南尖药兰（学名：Diphylax uniformis）为兰科尖药兰属下的一个种。

## 扩展阅读
- 維基物種上的相關：西南尖药兰